# 관성묘 (서울)
관성묘(關聖廟)는 중국 삼국시대 촉한(蜀漢)의 장수 관우(關羽)를 받드는 묘사(廟祠)이다.

## 연혁
고종의 비(妃)인 엄귀비에 의하여 창건되었다는 설과, 임진·정유왜란 때 참전한 명나라 장수 진린이 남영관(南營管)에 있으면서 세웠다는 설이 있다. 진린은 관우에 대한 신앙심이 두터웠는데, 울산성 전투에서 중상을 입고 이곳에서 치료하여 완치된 것이 관우의 현영(顯英)에 의한 것으로 믿어 이곳에 관성묘를 세웠다는 것이다.

## 구조
건물은 맞배지붕에 한식기와를 얹었으며 바깥문은 6짝의 문이 있고 그 문을 열면 마루가 있다. 사당 정면에는 18세기 화풍으로 그려진 관우 부부상이 좌우로 있고, 이를 중심으로 왼쪽에는 무인상, 오른쪽에는 문인상이 걸려 있으며, 왼쪽 벽에는 장군상, 오른쪽 벽에는 산신령상이 있다.
- 관운장상 : 녹색 전복에 금빛 견장(肩章)을 붙이고 투구를 썼으며 대추빛 얼굴에 긴 수염을 늘어뜨리고 앉았는데 오른손에는 수염을 쓰다듬고 왼손에는 활을 들고 있으며 왼쪽 어깨 뒤로 화살통을 메고 있다.
- 관운장 부인상 : 머리 위에 봉황 무늬가 있는 띠 모양의 머리를 썼으며 녹색과 적색으로 꾸며진 옷을 입고 의자에 앉아 있다.
- 시녀상 : 부인상의 양쪽 무릎 아래에 하나씩 있다. 양쪽 모두 갈모 형식의 모자를 쓰고 있으며 오른쪽 시녀는 분홍저고리에 녹색치마를, 왼쪽 시녀는 녹색저고리에 분홍치마를 각각 입고 손을 앞으로 모으고 긴 수건을 앞으로 걸치고 있다.
- 장군상 : 두명의 장군이 말을 끌고 있다.
- 산신령상 : 오른손에 부채를 들고 용과 봉황이 그려진 한복을 입고 있다.

건물 오른쪽에는 소나무 한 그루가 있는데 예부터 '서남'이라고 불렀으며, 문칸쪽 담안에는 70cm 높이의 단이 있다.
도구는 향로·촛대·잔대·향합 등이 각각 신상 앞에 놓여 있으며 장군상 옆에는 내림대라고 불리는 창이 하나 놓여 있다.

## 행사
부군당(府君堂)이라고도 불러오는 이 묘의 제일(祭日)은 음력 정월 초하루, 5월 13일, 6월 24일, 10월 19일 등 4번 제사를 지낸다. 제비(祭費)는 관성묘관리위원회에서 마련하며, 제물은 과일·채소·탕·메·돈육·떡·술등이며 특히 산신령 상에는 소주 대신 맑은 물을 올리고 생선은 쓰지 않는다. 제의(祭儀)는 축관(祝官)이 축문을 읽고 4배한다. 충의대절(忠義大節)의 중국의 위인이 한국 민간신앙의 대상이 되어 신봉되고 있다는 데 의의가 있다.

## 같이 보기
- 관제묘
- 서울 동관왕묘

## 참고자료
- 관성묘 - 국가유산청 국가유산포털

 본 문서에는 서울특별시에서 지식공유 프로젝트를 통해 퍼블릭 도메인으로 공개한 저작물을 기초로 작성된 내용이 포함되어 있습니다.